# Cixius tzuena
Cixius tzuena är en insektsart som beskrevs av Tsaur 1991. Cixius tzuena ingår i släktet Cixius och familjen kilstritar. Inga underarter finns listade i Catalogue of Life.